# 信義區 (臺北市)
25°02′00″N 121°34′01″E / 25.033344847641732°N 121.56689629315694°E
信義區位於臺灣臺北市中部，為臺北市政府所在地。原為松山區的一部分，1990年臺北市調整行政區劃時將松南地區劃出信義區，區名源自坐落境內的信義計畫區，並有數家百貨公司林立，以及企業總部、金融總部與台北101、臺北國際會議中心、臺北世界貿易中心等數個重要設施皆坐落於當地。

## 歷史
日治時期1920年臺灣地方改制，實行街庄制，設「松山庄」，隸屬臺北州七星郡管轄，其中之中坡、五分埔、三張犁、興雅等大字在今信義區轄內。1938年松山庄併入臺北市，1946年成立松山區。80年代末期，當時的松山區人口已達四十五萬餘人，約佔臺北市五分之一，轄有九十八里，不但是臺北市人口最多、編制人員最大的行政區，也是台閩地區最大建制的基層單位。因此1990年臺北市16區改為12區時，分割縱貫鐵路以南的松山區，約為中坡、五分埔、三張犁、興雅等區域與大安區六張犁和平東路3段以北合併而成獨立組成信義區，因此使得信義區數條道路都包括了「松」字，例如：松仁路、松智路、松德路等，松山車站、松山高中也被劃入信義區內。

## 地理

### 位置
北接松山區，東面為南港區，西面為大安區，南接文山區。
- 北界：市民大道五段（光復南路至基隆路）、市民大道六段（基隆路至中坡北路），鄰接松山區。
- 東界：中坡北路／南路、中坡南路201巷、福德街310巷與309巷至福德國小後山，鄰接南港區。
- 南界：拇指山脈、四獸山（福德國小後山至莊敬隧道，鄰接南港區、文山區）。
- 西界：莊敬隧道、和平東路三段、基隆路二段、光復南路，鄰接大安區。

### 人口
根據臺北市信義區戶政事務所統計，2024年底信義區戶數約9萬戶，人口約20.5萬人，區內人口最多與最少的里分別是安康里與黎安里，2024年底兩里人口分別為10,672人與1,734人，其中安康里也是臺北市人口第五大里。信義區與臺北市其他行政區相同，面臨嚴重的少子化與人口老化問題，2024年底時，信義區0至14歲人口僅佔10.26%，15至64歲人口佔比64.71%，65歲以上人口則佔25.03%。

## 政治

### 歷任區長
| 屆 | 姓名   | 上任           | 卸任           |
| -- | ------ | -------------- | -------------- |
| 1  | 王更生 | 1990年3月12日  | 1995年3月1日   |
| 2  | 黃玉川 | 1995年5月10日  | 1999年1月6日   |
| 3  | 陳壽寶 | 1999年3月15日  | 1999年12月7日  |
| 4  | 黃媺雲 | 1999年12月16日 | 2003年9月18日  |
| 5  | 張金鎮 | 2003年9月19日  | 2008年6月30日  |
| 6  | 余星華 | 2008年7月1日   | 2014年10月15日 |
| 7  | 游竹萍 | 2014年10月16日 | 2022年6月30日  |
| 8  | 陳冠伶 | 2022年6月30日  | 現任           |

### 區政組織

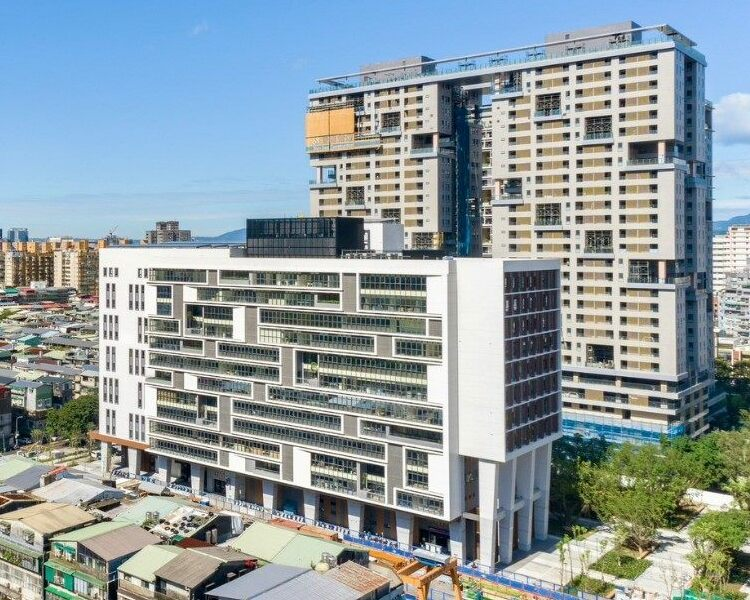
信義區行政中心，位於廣慈博愛園區

信義區公所是臺北市政府在信義區的派出機關，在中華民國政府架構中為市政府綜理區政的執行機關，上級業務監督機關為臺北市政府。区长由市長任命，無任期保障。在區長、副區長及主任秘書之下，設有5課4室等9個內部單位。

### 行政區

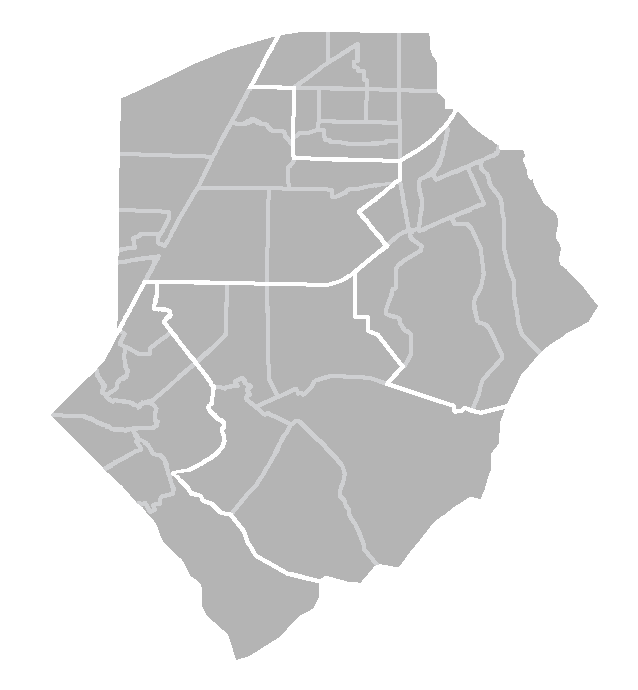
臺北市信義區次分區位置圖：三張犁次分區（左上）、五分埔次分區（右上）、六張犁次分區（左下）、吳興次分區（中下）、福德次分區（右）。

| 聚落名 | 里別   | 里別   | 次分區 | 備註     |
| ------ | ------ | ------ | ------ | -------- |
| 興雅   | 興雅里 | 興隆里 | 三張犂 |          |
| 興雅   | 新仁里 | 敦厚里 | 三張犂 |          |
| 興雅   | 西村里 | 安康里 | 三張犂 |          |
| 興雅   | 正和里 | 中興里 | 三張犂 |          |
| 興雅   | 雅祥里 | 廣居里 | 三張犂 | [ 註 1 ] |
| 五分埔 | 雅祥里 | 廣居里 | 五分埔 | [ 註 1 ] |
| 五分埔 | 五全里 | 五常里 | 五分埔 |          |
| 五分埔 | 四維里 | 四育里 | 五分埔 |          |
| 五分埔 | 六藝里 | 永吉里 | 五分埔 |          |
| 五分埔 | 永春里 |        | 五分埔 |          |
| 五分埔 | 長春里 | 富臺里 | 五分埔 |          |
| 五分埔 | 松光里 | 國業里 | 福德   |          |
| 五分埔 | 松友里 | 松隆里 | 福德   |          |
| 中坡   | 中坡里 | 中行里 | 福德   |          |
| 中坡   | 大道里 | 大仁里 | 福德   |          |
| 三張犁 | 三張里 | 三犁里 | 吳興   |          |
| 三張犁 | 六合里 | 泰和里 | 吳興   |          |
| 三張犁 | 景新里 | 惠安里 | 吳興   |          |
| 三張犁 | 景聯里 | 雙和里 | 六張犁 |          |
| 三張犁 | 景勤里 | 嘉興里 | 六張犁 |          |
| 六張犁 | 黎順里 | 黎平里 | 六張犁 |          |
| 六張犁 | 黎忠里 | 黎安里 | 六張犁 |          |

### 立法委員
因自中華民國第七屆立法委員改制，本區屬於臺北市第七選舉區，與松山區南部共同選出一名立法委員。
- 徐巧芯 中國國民黨：第11屆立法委員（2024年2月1日～）

### 其它政府機構

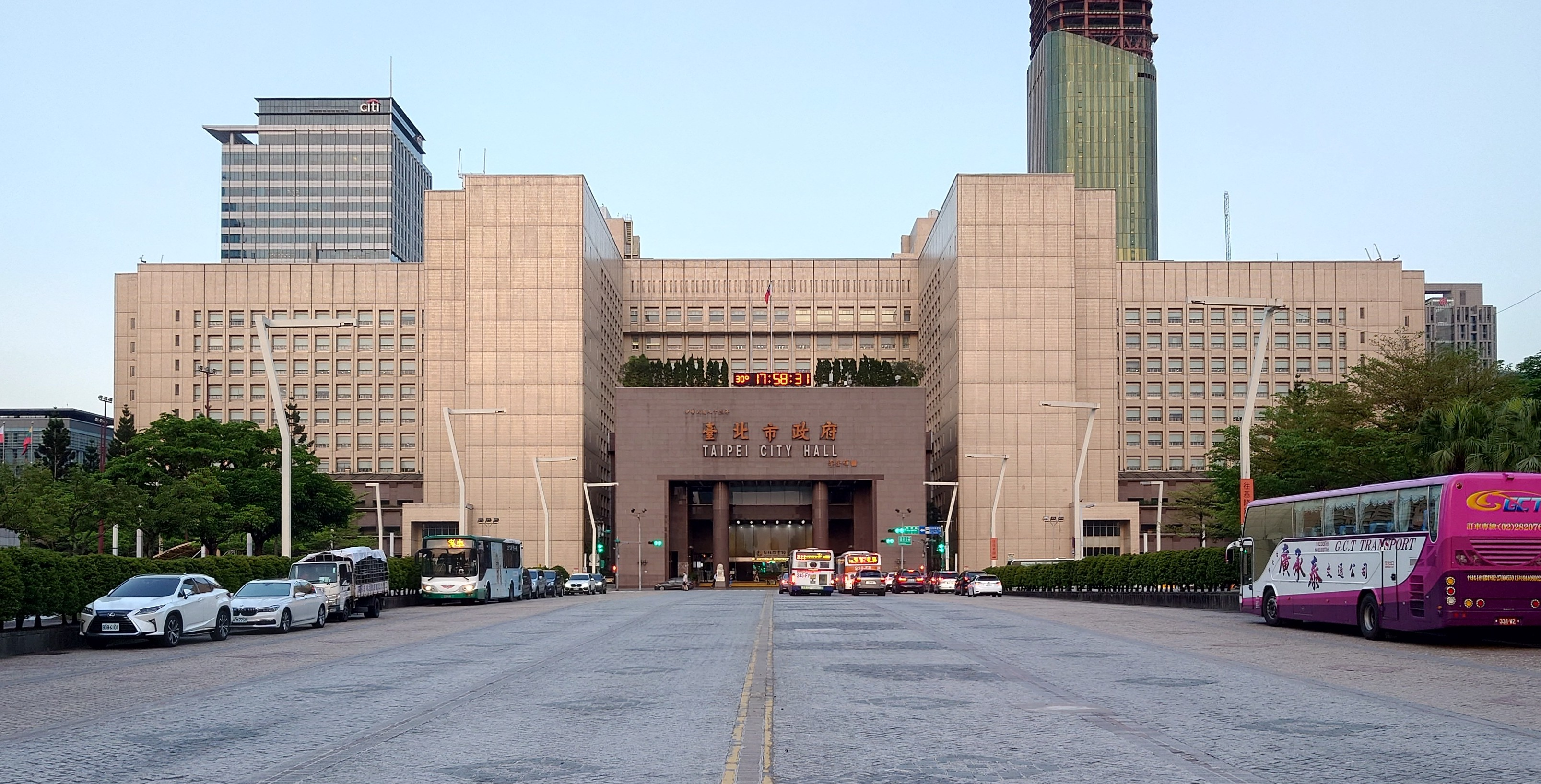
臺北市市政大樓

- 中華民國國軍退除役官兵輔導委員會
- 內政部警政署刑事警察局
- 財政部財政資訊中心
- 財政部臺北國稅局信義分局
- 臺北市政府
- 臺北市議會
- 信義區戶政事務所[9]
- 臺北市松山地政事務所[10]
- 臺北市政府警察局信義分局
- 臺北市政府消防局

## 醫療機構
- 臺北市立聯合醫院松德院區
- 臺北醫學大學附設醫院

## 教育機構

### 大專院校
- 臺北醫學大學

### 高級中等學校
- 臺北市立松山高級中學
- 臺北市立永春高級中學
- 臺北市立松山高級工農職業學校
- 臺北市立松山高級商業家事職業學校
- 臺北市私立喬治高級工商職業學校
- 臺北市私立協和祐德高級中學

### 國民中學
- 臺北市立信義國民中學
- 臺北市立瑠公國民中學
- 臺北市立永吉國民中學
- 臺北市立興雅國民中學

### 國民小學
- 臺北市信義區信義國民小學
- 臺北市信義區雙永國民小學[11] （原永吉國小與永春國小於2022年合併）
- 臺北市信義區光復國民小學
- 臺北市信義區博愛國民小學[12]
- 臺北市信義區興雅國民小學
- 臺北市信義區三興國民小學
- 臺北市信義區吳興國民小學
- 臺北市信義區福德國民小學

### 幼兒園
- 臺北市信義區光復國民小學附設幼兒園
- 臺北市政府附設臺北市私立市政大樓員工子女幼兒園[13]
- 臺北市信義區博愛國民小學附設幼兒園
- 臺北市私立信義蒙特梭利幼兒園[14]
- 臺北市私立永吉幼兒園[15]
- 財團法人中華文化社會福利事業基金會台北兒童福利中心附設臺北市私立實驗幼兒園[16]
- 臺北市私立天主教三德幼兒園[17]

### 社區大學
- 臺北市信義社區大學[18]

### 圖書館
- 台北市立圖書館永春分館- 傳記 [19]
- 台北市立圖書館三興分館- 商品行銷 [20]
- 台北市立圖書館六合分館- 飲食文化 [21]

## 體育場館
- 信義運動中心
- 臺北大巨蛋

## 外國駐臺機構
- 德國在臺協會（台北101)
- 法國在臺協會（台北101)
- 英國在台辦事處（統一國際大樓）
- 澳洲辦事處（統一國際大樓）
- 紐西蘭商工辦事處（華新麗華大樓）
- 加拿大駐台北貿易辦事處（華新麗華大樓）
- 義大利經濟貿易文化推廣辦事處（國貿大樓）
- 瑞典貿易暨投資委員會台北辦事處（國貿大樓）
- 瑞士商務辦事處 （國貿大樓）
- 立陶宛貿易代表處（國貿大樓）
- 波蘭臺北辦事處（國貿大樓）
- 芬蘭商務辦事處（國貿大樓）
- 斯洛伐克經濟文化辦事處（國貿大樓）
- 盧森堡台北辦事處（國貿大樓）
- 德國經濟辦事處（德语：Deutsches Wirtschaftsbüro Taipei）（國貿大樓）
- 歐洲經貿辦事處（國貿大樓）
- 印度—台北協會（國貿大樓）
- 駐台北以色列經濟文化辦事處（國貿大樓）
- 駐台北韓國代表部（國貿大樓）
- 駐台北烏蘭巴托貿易經濟代表處（國貿大樓）
- 駐台北土耳其貿易辦事處（國貿大樓）
- 墨西哥商務簽證文件暨文化辦事處（國貿大樓）
- 阿根廷商務文化辦事處（國貿大樓）
- 秘魯駐臺北商務辦事處（英语：Commercial Office of Peru to Taipei）（國貿大樓）
- 智利商務辦事處（台北世界貿易中心展覽大樓）
- 阿曼王國臺北商務辦事處（台北世界貿易中心展覽大樓）
- 捷克經濟文化辦事處（遠雄國際中心）
- 丹麥商務辦事處（英语：Trade Council of Denmark, Taipei）（遠雄金融中心）
- 荷蘭在台辦事處（遠雄金融中心）
- 莫斯科台北經濟文化協調委員會駐台北代表處（震旦國際大樓）
- 中美洲銀行在臺國家辦事處（台北101)

## 交通

### 鐵路
臺灣鐵路公司
- 縱貫線：南港車站 - 松山車站（信義區永吉里、松山區慈祐里、南港區玉成里交界）

註：捷運松山站雖與臺鐵共構，不過其位於松山區。

### 捷運
臺北捷運
- 文湖線：六張犁站 - 麟光站
- 淡水信義線：台北101/世貿站 - 象山站
- 板南線：後山埤站 - 永春站 - 市政府站 - 國父紀念館站

### 道路
- 省道臺5線（北基公路）：忠孝東路

公車及客運
- 市府轉運站

主要道路
- 信義快速道路：信義路五段端
- 市民高架道路：市民大道五段入口、永吉路出入口

依走向可分為：
- 東西向：
  - 信義路四段至六段（光復南路口到松山路口）
  - 忠孝東路四段、五段（光復南路口到中坡南/北路口）
  - 永吉路（基隆路一段口到中坡北路口）
  - 市民大道五段、六段（光復南路至中坡北路口）

- 南北向：
  - 光復南路（市民大道四、五段口到基隆路二段口）
  - 基隆路一段、二段（市民大道五/六段口到和平東路三段口）
  - 松仁路（忠孝東路五段口到松仁路380/315巷口）
  - 松山路（市民大道六段口以南）

### 未來

#### 捷運

##### 台北捷運
- 淡水信義線（興建中）：廣慈/奉天宮站
- █ 環狀線東環段（興建中）：永春站 - 象山站 - 三張犁

## 產業
- 金融業
- 百貨商場業：信義區為全球百貨公司密度最高的區域[22]
- 其他服務業
- 礦業
  - 和興炭坑（位於北台慈惠堂旁，已停止開採）[23]
  - 德興煤礦（源興煤礦）

## 知名企業
- 微風集團總部。
- 蘋果亞洲股份有限公司臺灣分公司（Apple Asia LLC, Taiwan Branch (U.S.A.)）：簡稱蘋果臺灣、蘋果，一家科技公司，在臺總部位於臺北市信義區松仁路100號32樓（南山廣場）
- 美孚集團總部：總部位於台北市信義區市民大道（潤泰松山車站大樓B棟）。
- 台北金融大樓公司：是台北101大樓的興建與營運機構，總部位於台北市信義區信義路五段。
- 台灣大哥大：總部位於臺北市信義區菸廠路。
- 信義房屋：總部位於台北市信義區信義路五段。
- 華南金控總部：總部位於台北市信義區松仁路。
- 秋雨創新股份有限公司(Choice Development, Inc.)：簡稱秋雨創新，上市公司臺證所：9929，一家印刷大廠公司，總部位於台北市信義區市民大道（潤泰松山車站大樓B棟）。
- 美孚建設股份有限公司(Meifu development co. ltd)：簡稱美孚建設，一家建築營造業公司，總部位於台北市信義區市民大道（潤泰松山車站大樓B棟）。
- 傳奇網路遊戲股份有限公司(X-Legend Entertainment Corp)：簡稱傳奇網路，上市公司臺證所：4994，一家網路遊戲大廠公司，總部位於台北市信義區市民大道（潤泰松山車站大樓B棟）。
- 全球人壽保險股份有限公司(TransGlobe Life Insurance Inc.)：簡稱全球人壽，一家壽險業公司，總部位於台北市信義區市民大道（潤泰松山車站大樓B棟）。
- 南山人壽保險股份有限公司(Nan Shan Life Insurance Company, Ltd.)：簡稱南山人壽，一家壽險業公司，總部位於台北市信義區莊敬路（南山金融中心）。
- 三商美邦人壽保險股份有限公司（Mercuries Life Insurance Inc.）：簡稱三商美邦，一家壽險業公司，總部位於臺北市信義區信義路五150段2號 （環球世貿大樓）總部管理金融中心

## 媒體

### 音樂卡拉OK公司
- 好樂迪股份有限公司(Holiday Co., Ltd.)：是一家台灣的卡拉OK連鎖公司。

### 音樂唱片公司
- 阿爾發音樂股份有限公司(Alfa Music International, Inc.)：是一家台灣的音樂唱片公司。

## 電視媒體
- 人間衛視：是由佛光山電視弘法基金會所經營的電視台。

## 宗教信仰

### 道教和臺灣民間信仰
- 松山奉天宮
- 松山慈惠堂
- 黃狀元公廟
- 五分埔福德宮
- 興雅福德宮
- 石泉巖

### 佛教
- 佛光山臺北道場
- 佛光山松山寺

### 基督宗教
| 宗派                             | 教會（禮拜堂 / 聖堂） |
| -------------------------------- | --- |
| 天主教                           | 永春聖安多尼天主堂 |
| 歸正宗長老會（臺灣基督長老教會） | 臺北永安教會、臺北信義教會、松山教會、永吉教會、中坡教會、吳興教會、信安教會 |
| 路德宗（信義會）                 | 基督教信義堂、中華基督教信義會復興堂、財團法人台北市基督教信義會、基督教台灣信義會松山福音堂、中國基督教信義會忠信堂 |
| 浸禮宗（浸信會）                 | 財團法人台北市基督教虎林街浸信會、浸信會台北東區牧心堂、浸信會聖恩堂 |
| 靈糧堂                           | 信義靈糧福音中心、台北恩雨靈糧堂 |
| 召會                             | 台北市召會（第5、17、40、70、80、84聚會所） |
| 其他                             | 台北復興堂信義新會堂、台灣亞洲基督教會、台北新城市教會、台北旌旗教會、iM行動教會、真耶穌教會信義教會、台北市生命河基督教會光復教會、松山禮拜堂、基督佳音教會、財團法人中華基督教加恩堂、基督教宣道會松山堂、財團法人臺北市教會聚會所 |

## 文化資產及旅遊景點

### 名勝
- 台北101
- 臺北國際會議中心
- 臺北世界貿易中心
- 象山 (象山親山步道)
- 國父紀念館
- 松山文創園區

### 古蹟
- 鐵路局臺北機廠：國定古蹟，1930年建立。
- 松山菸廠：直轄市定古蹟，1937年建立。
- 白榕蔭堂墓園(白崇禧將軍墓)：直轄市定古蹟，1963年建立
- 信義公民會館(四四南村)：1948年建立，中華民國政府在台灣所建立的第一座眷村，亦是第一座被保留下的眷村。現四四南村大部分已拆除，部分房舍另改建為「信義公民會館」。

### 商圈
- 臺北101
- 信義商圈
  - 新光三越台北信義新天地
    - 新光三越信義新天地A11館
    - 新光三越信義新天地A9館
    - 新光三越信義新天地A8館
    - 新光三越信義新天地A4館

  - 信義威秀影城
  - Neo19[24]
  - 誠品信義旗艦店
  - BELLAVITA
  - ATT 4 FUN
  - 微風廣場
    - 微風松高
    - 微風信義
    - 微風南山

  - 統一時代百貨｜DREAM PLAZA
  - 遠東百貨信義店
  - 台北天空塔 Taipei Sky Tower(興建中)
- 五分埔服飾(零售/批發)商圈
- 吳興街商圈

### 飯店/酒店
- 台北君悅酒店
- 台北寒舍艾美酒店
- 台北W飯店
- HOME HOTEL[25]
- 寒舍艾麗酒店[26]
- 思泊客 SPARKLE HOTEL[27]
- 天閣酒店信義店[28]

### 展覽與表演
- 台北世界貿易中心：簡稱「臺北世貿」。
- 松山文化創意園區：簡稱「松山文創園區」（原松山菸廠）位於台北市信義區光復南路。
- 富邦美術館：位於富邦信義A25總部園區。

### 夜店
- RUFF Taipei
- IKON
- WAVE
- Klash
- Ai
- DD Taipei

## 圖集

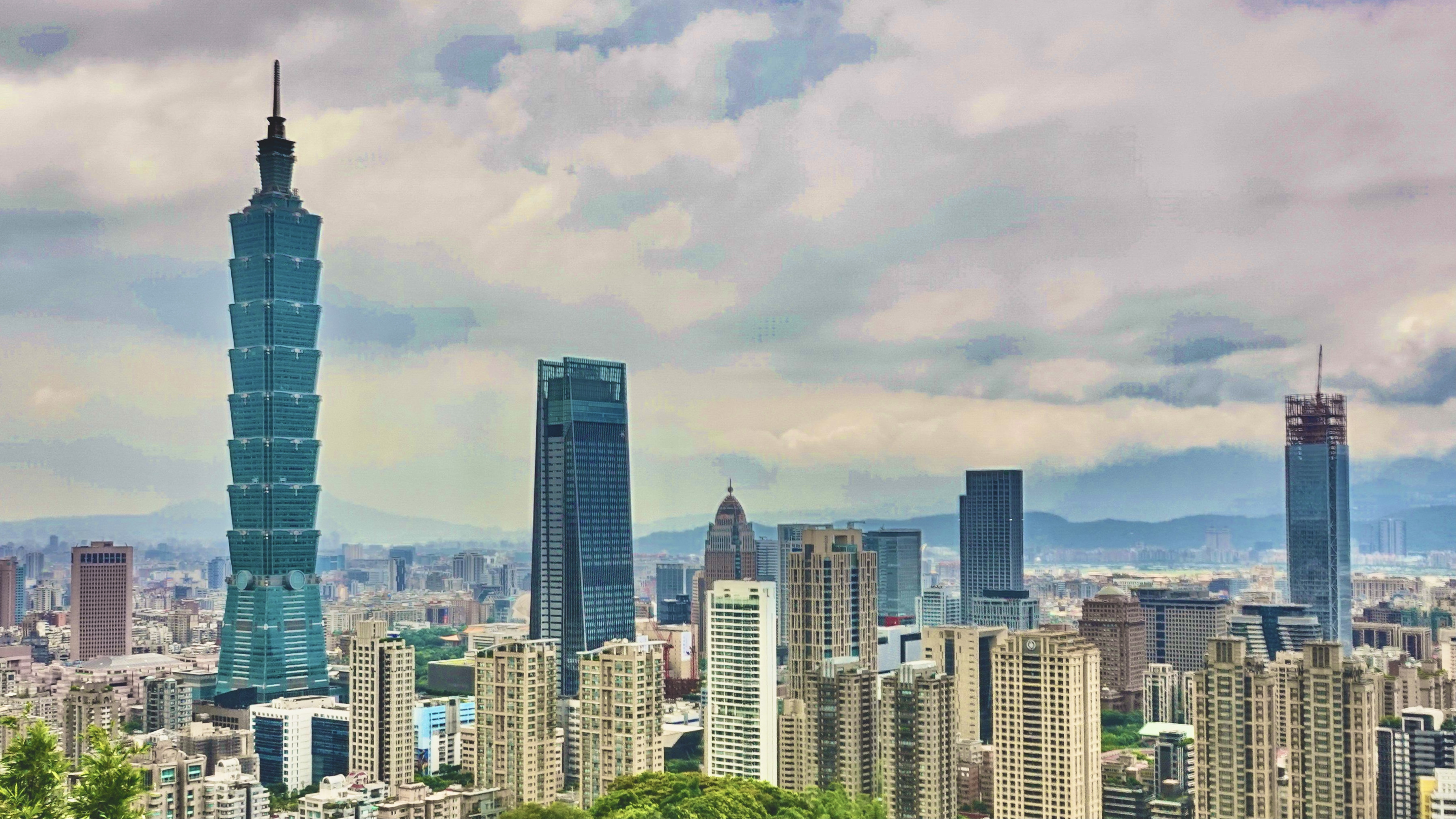
信義區擁有眾多摩天大樓的城市天際線
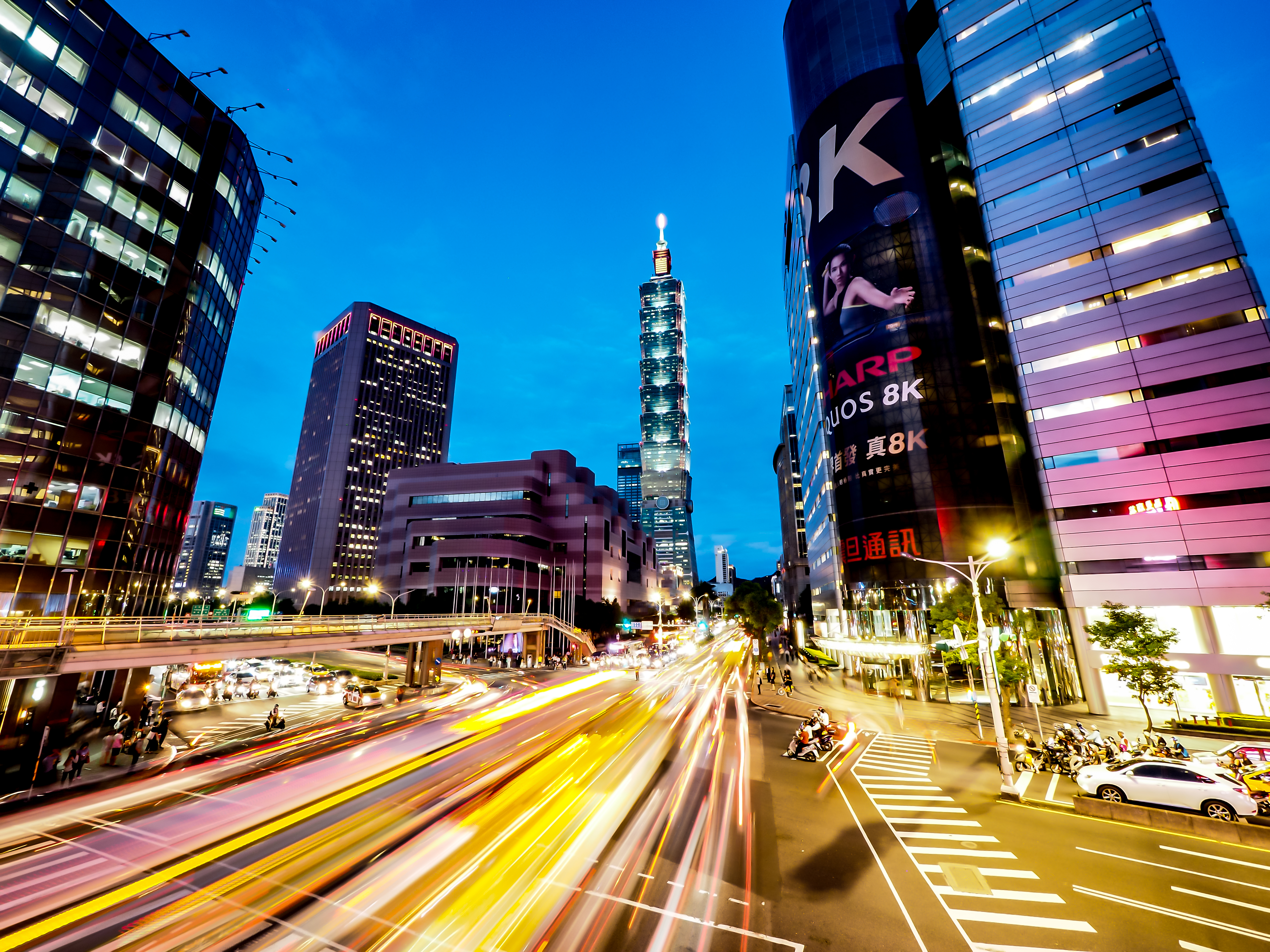
夜晚的信義區
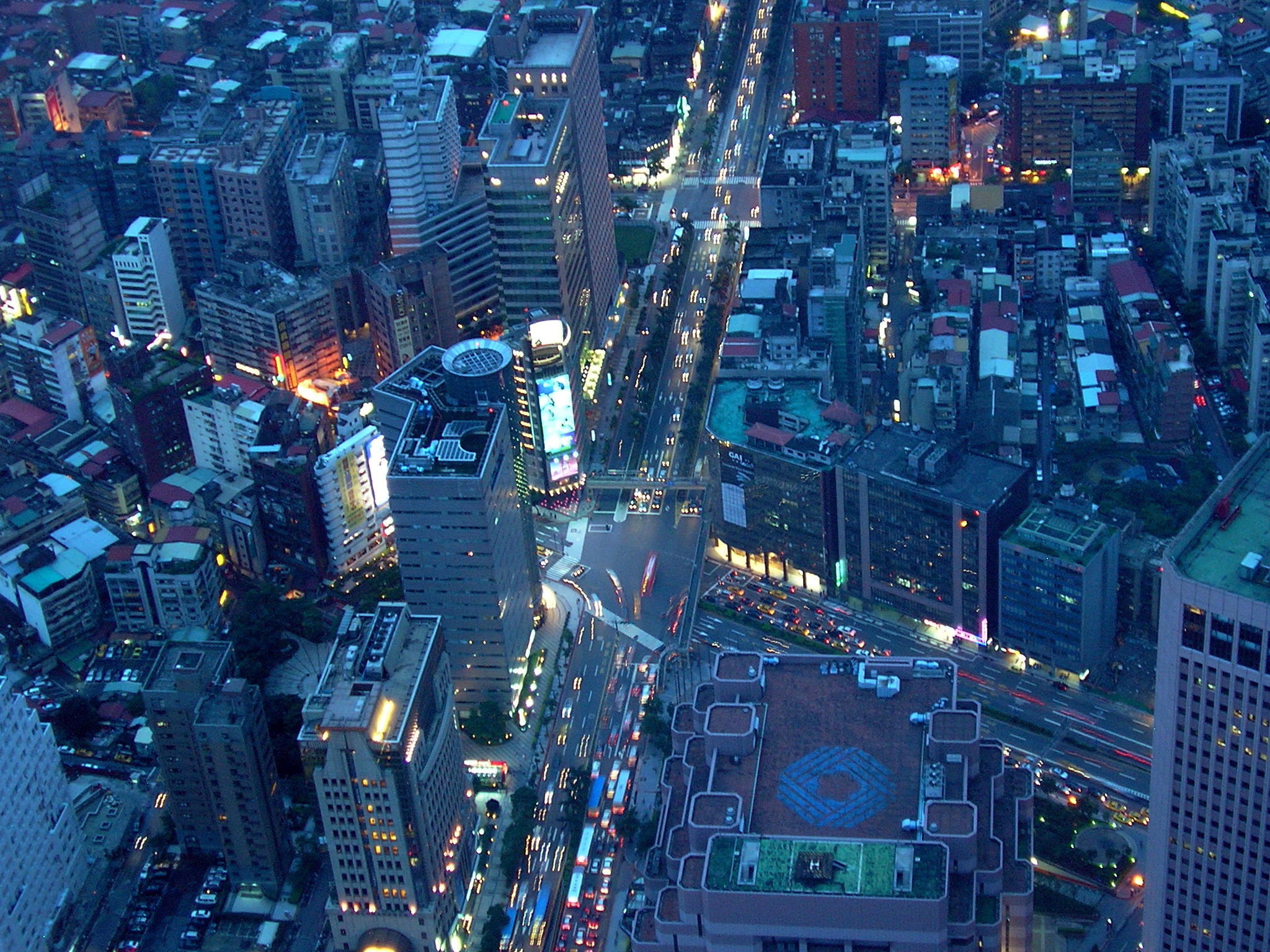
信義區尖峰時段
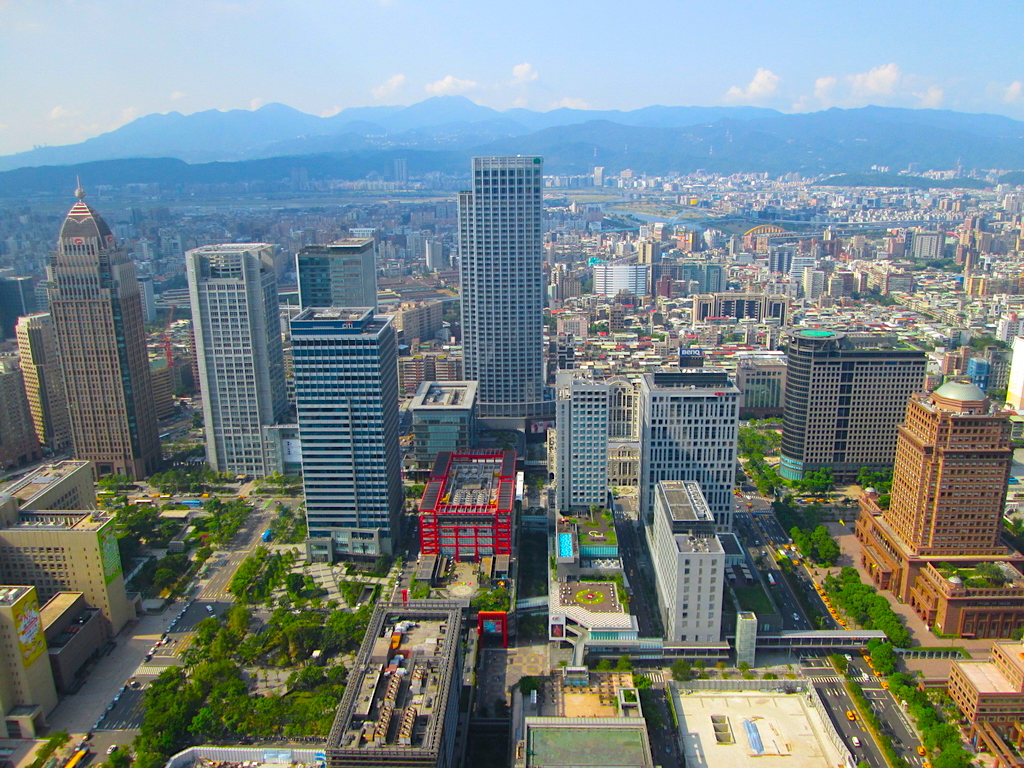
從臺北南山廣場觀景臺眺望信義區摩天大樓群

## 外部連結
- xydo.gov.taipei%20臺北市信義區公所（繁體中文）（页面存档备份，存于）